# Seliger Bernhard (Gausbach)

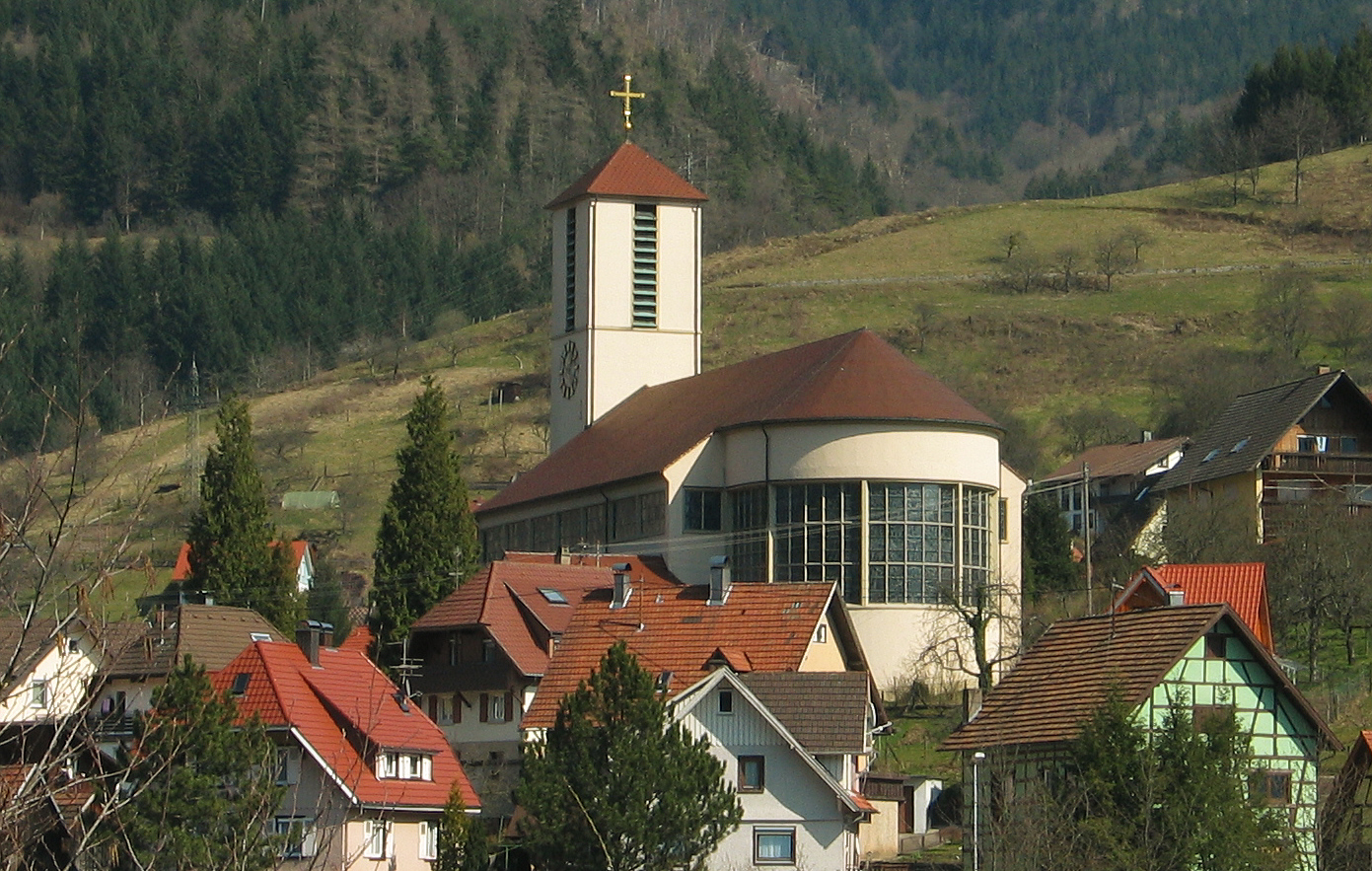
Kirche Seliger Bernhard

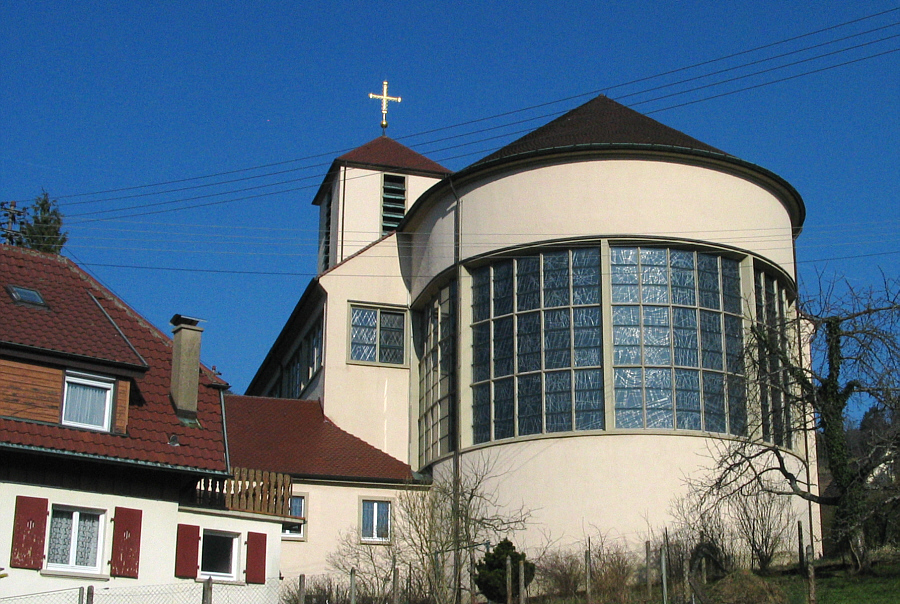
Nahaufnahme des Chorfensters

Die Kirche Seliger Bernhard ist eine katholische Filialkirche der Pfarrei Forbach in Gausbach (Ortsteil von Forbach, Kreis Rastatt). Sie gehört zur Seelsorgeeinheit Forbach-Weisenbach im Dekanat Rastatt der Erzdiözese Freiburg.

## Geschichte
Bereits 1804 und 1820 wurde erfolglos beim fürstlichen Oberamt um Erlaubnis gebeten, eine Kapelle in Gausbach bauen zu dürfen. Also besuchten die Gläubigen weiterhin die Kirche in Forbach. 1918 wurde aus Schenkungen und Einlagen ein Kapellen-Baufond eingerichtet, aber erneut waren die Bemühungen zum Bau erfolglos. Erst 1947 brachte die Schenkung eines großen Baugrundstückes die Wende, so dass in den Jahren von 1954 bis 1956 die Kirche erbaut werden konnte. Am 14. Oktober 1956 wurde die Kirche durch Bischof Augustin Olbert SVD im Auftrag des Freiburger Erzbischofs Eugen Seiterich geweiht.
In den 1980er-Jahren wurden das Dach und die Fassade renoviert, später wurde die Orgel generalüberholt.

## Beschreibung
Die Kirche ist dem seligen Markgrafen Bernhard II. von Baden geweiht. Der einfach gehaltene, aber geräumige Kirchensaal bietet Platz für 450 Gläubige. Schlanke Säulen tragen eine Holzdecke. An beiden Seiten verlaufen unter der Decke Fensterbänder zur Tagesbelichtung des Raumes. Besonders interessant ist das große Fensterbild im halbrunden Chorschluss, gestaltet von Rainer Dorwarth mit Themen der Offenbarung des Johannes und der Apokalypse. Die Größe und Farbigkeit des Bildes sorgen bei Sonnenschein besonders morgens und abends für eine besondere Atmosphäre. 

## Glocken
Im hohen Kirchturm mit quadratischem Grundriss und einem eher flachen Pyramidendach hängen in einer geräumigen Glockenstube fünf Kirchenglocken aus Bronze, die 1956 von Friedrich Wilhelm Schilling in Heidelberg gegossen wurden.
| Glocke | Gewicht | Durchmesser | Schlagton |
| 1      | 2347 kg | 1500 mm     | cis’-6    |
| 2      | 1340 kg | 1255 mm     | e’-4      |
| 3      | 0935 kg | 1120 mm     | fis’-6    |
| 4      | 0775 kg | 1041 mm     | gis’-6    |
| 5      | 0440 kg | 0775 mm     | h’-4      |

Alle fünf Glocken sind in den Uhrschlag der Turmuhr einbezogen: die vollen Stunden werden von der großen Glocke 1 geschlagen, die anderen Glocken schlagen jeweils alle Viertelstunden hintereinander an, einmal zur Viertelstunde, zweimal zur halben Stunde, dreimal zur Dreiviertelstunde und viermal zur vollen Stunde, jeweils in unterschiedlicher Reihenfolge, ähnlich dem Westminsterschlag. Optisch wird die Uhrzeit über Zifferblätter auf drei Seiten des Turms angezeigt.

## Nachweise
1. ↑  Glockeninspektion Erzbistum Freiburg: Kath. Filialkirche St. Bernhard in Forbach-Gausbach

Koordinaten: 48° 41′ 1,2″ N, 8° 21′ 44,34″ O